# عبد الله العركي
الشيخ عبد الله العركي (1517 - 1610م)، أو عبد الله بن دفع الله العركي، هو عبد الله بن دفع الله بن مقبل، اشتهر باسم عبد الله العركي، ويعتبر مؤسس الطريقة القادرية العركية، وهو أحد أشهر رموز قبيلة العركيين.

## ميلاده ونشأته
ولد في أبيض ديري وحفظ القرآن على يد أبيه الشيخ دفع الله بن مقبل، وسافر لطلب العلم في دار الشايقية عند الشيخ عبد الرحمن بن جابر ومعه الشيخ عبد الرحمن النويري.